# Gospa od Aparecide
Gospa od Aparecide (portugalski: Nossa Senhora Aparecida ili Nossa Senhora Aparecida Da Conceição) -  naziv je za Blaženu Djevicu Mariju u Brazilu. Od 18. stoljeća postoji glineni kip Blažene Djevice Marije, u tradicionalnom obliku Bezgrješnog Začeća. Mnogo se časti među brazilskim katolicima, kao glavna zaštitnica Brazila.
Vjeruje se, da su kip prvotno pronašli ribari, koji su čudesno uhvatili puno ribe, nakon što su se utekli zagovoru Blažene Djevice Marije.
Taman kip trenutno se nalazi u bazilici Nacionalnog svetišta Gospe od Aparecide u São Paulu. Rimokatolička Crkva u Brazilu slavi njezin blagdan 12. listopada. Baziliku je posvetio bl. papa Ivan Pavao II. 1980. godine. Bazilika je četvrto najpopularnije marijansko svetište u svijetu, može primiti do 45 000 vjernika.
Papa Pio XI. dao je svetištu počasni naslov manje ili papinske bazilike 1929., a bl. papa Ivan Pavao II. proglasio je Gospu od Aparecide zaštitnicom Brazila 1980. godine.